# La Paz (Uruguay)
La Paz est une ville et une municipalité de l'Uruguay appartenant au département de Canelones. Située dans la partie méridionale du pays, elle forme avec la ville voisine de Las Piedras une conurbation particiant activement à l'Aire métropolitaine de Montevideo.
Sa population qui est de 20 526 habitants en 2011 en fait une des villes attractives dans son département.

## Géographie
La ville se situe dans la partie méridionale du département de Canelones, au sud de la ville historique de  Las Piedras, limitrophe au nord du département de Montevideo et à l'ouest de la ville résidentielle de Ciudad del Plata.
Formant une conurbation résidentielle avec la ville voisine de  Las Piedras, La Paz fait entièrement partie de l'Aire métropolitaine de Montevideo,.

## Population
| Année | Population |
| ----- | ---------- |
| 1963  | 13.203     |
| 1975  | 14.653     |
| 1985  | 16.209     |
| 1996  | 19.547     |
| 2004  | 19.832     |
| 2011  | 20.526     |

Référence:

## Histoire
La ville a été fondée le 28 février 1872 par Ramón Álvarez.
Elle a prospéré originellement comme un centre de villégiature et de détente pour les classes aisées de Montevideo, qui y construisirent de belles résidences bourgeoises et de jolis manoirs.
Avec le temps, la ville perdit petit à petit son rôle de lieu de détente au profit d'autres quartiers populaires et ouvriers avec l'exploitation de carrières de granite. Avec l'apparition de cette industrie, la ville s'accrut rapidement recevant des immigrants européens, qui furent appelés "creuseurs de pierres" (en espagnol : "picapedreros").

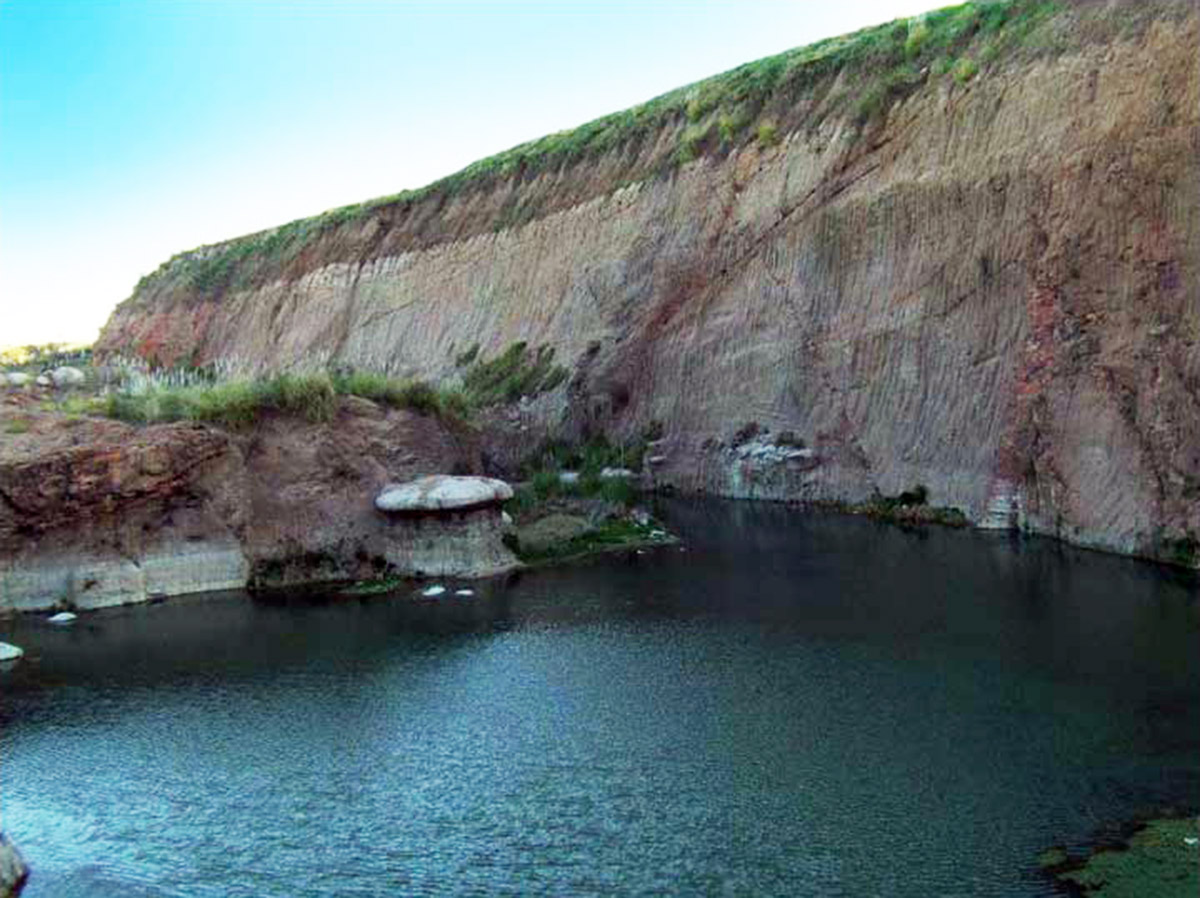
L'exploitation des carrières de pierres à La Paz fut à la base d'une importante industrie locale.

Le chemin de fer fut établi en 1868 où une gare ferroviaire y fut construite.

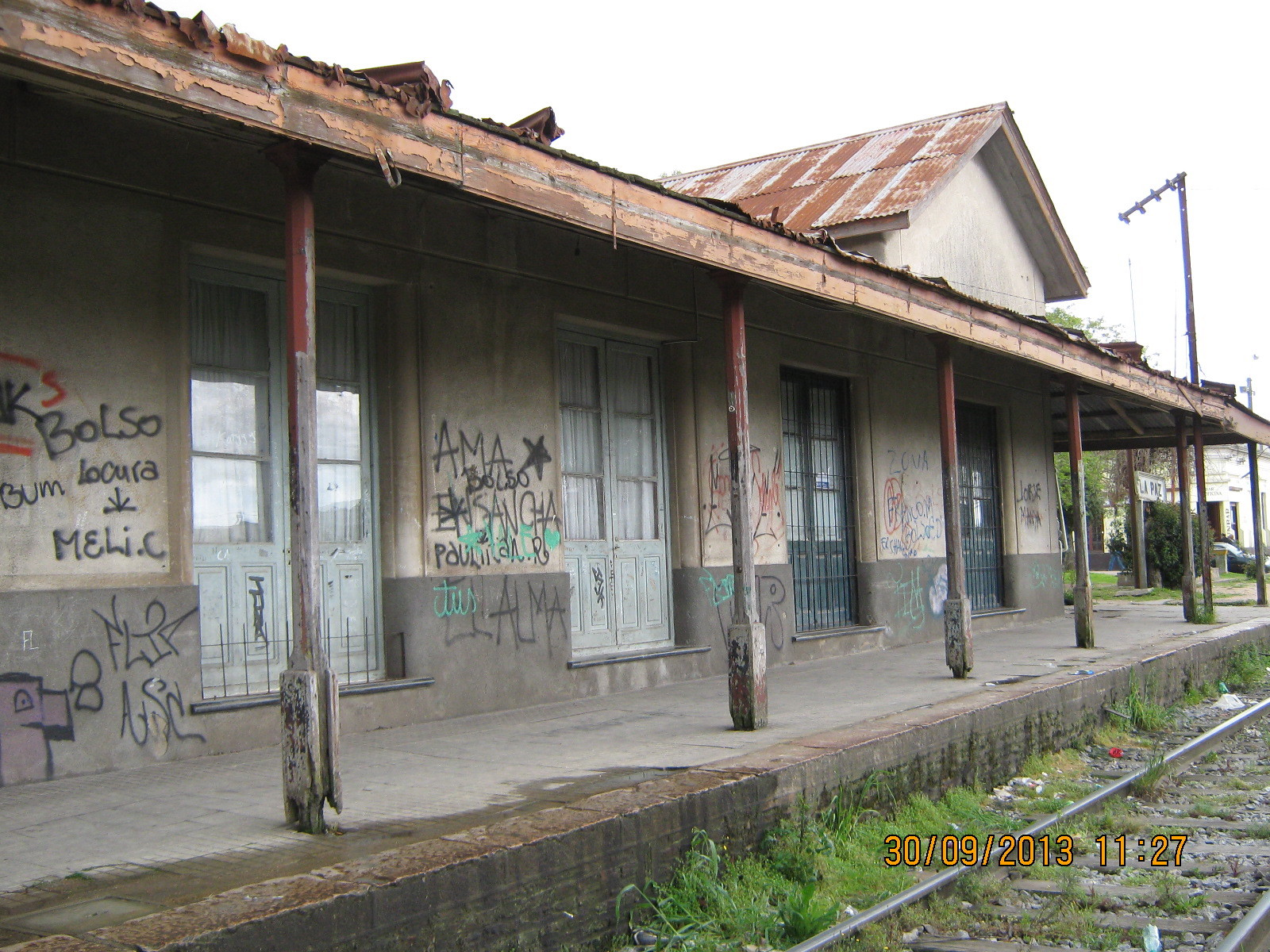
L'ancienne station ferroviaire de La Paz fut edifiee en 1868.

Il y a eu un essor considérable de l'industrie des carrières de granite dans les premières décades du XXe siècle, qui pourvurent en granite les rues pavées des villes en rapide expansión de Montevideo  et de Buenos Aires.
Le processus de l'industrialisation de ces années conduisirent à La Paz à l'édification de chambres frigorífiques de viandes pour l'abattoir de Montevideo et l'exportation des produits des manufactures textiles.
La ville a été élevée dans la catégorie de Ciudad en décembre 1957 par la Loi n.º 12.477.